# 379

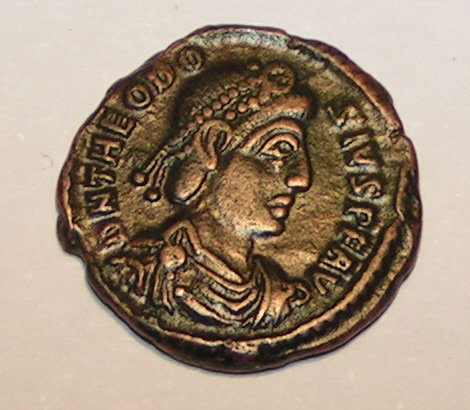
Keizer Theodosius I

Het jaar 379 is het 79e jaar in de 4e eeuw volgens de christelijke jaartelling.

## Gebeurtenissen

### Klein-Azië
- 19 januari - Flavius Theodosius wordt tot keizer (augustus) verheven en regeert over de oostelijke provincies (diocesen) van het Romeinse Rijk. Hij verbiedt het heidendom en laat Romeinse tempels sluiten.

### Perzië
- Koning Shapur II sterft na een regeringsperiode van bijna 70 jaar. Tijdens zijn bewind wordt Armenië bij het Perzische Rijk ingelijfd. Zijn broer Ardashir II volgt hem op en bestijgt met steun van de adel de troon.

### Midden-Amerika
- Atlatl Cauac (Speerwerper Uil) de leider van Teotihuacán (Mexico) laat zijn generaal Siyah K'ak Tikal veroveren. Atlatls zoon Nun Yax Ayin (Gekrulde Neus) wordt de nieuwe heerser over deze Maya-stad.

## Overleden
- 1 januari - Basilius van Caesarea, heilige en kerkvader
- Macrina de Jonge, christelijke non en heilige
- Shapur II, koning van de Sassaniden (Perzië)